# Olympique de Marseille 2016-2017
Questa voce raccoglie le informazioni riguardanti l'Olympique de Marseille nelle competizioni ufficiali della stagione 2016-2017.

## Stagione

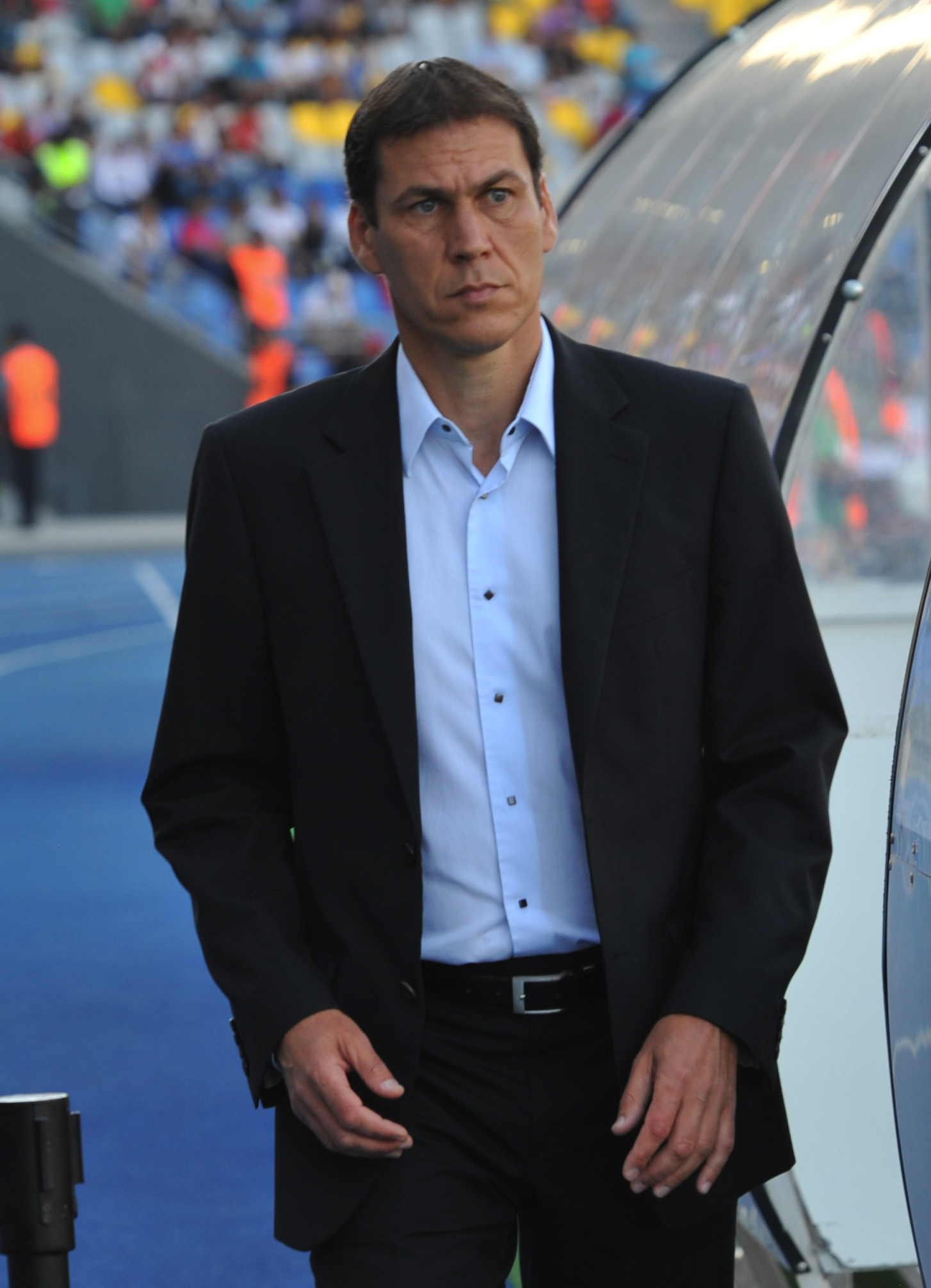
Rudi Garcia prende il posto di Míchel sulla panchina dell'OM.

Raggiunto solamente il tredicesimo posto in campionato e persa la finale della Coppa di Francia contro il Paris SG (non potendo in questo modo partecipare ad una competizione continentale), l'allenatore spagnolo Míchel viene licenziato e al suo posto è nominato l'allenatore in seconda ed interim più volte nella stagione passata Franck Passi. La sessione estiva di calciomercato vede gli acquisti dei difensori Henri Bedimo dal Lione, Tomáš Hubočan dal Dinamo Mosca e Hiroki Sakai dall'Hannover, i centrocampisti Florian Thauvin e Rémy Cabella dal Newcastle, e l'attaccante Bafétimbi Gomis in prestito dallo Swansea City. Lasciano la Costa Azzurra il portiere nonché capitano Steve Mandanda, i difensori Nicolas N'Koulou (direzione Lione) e Benjamin Mendy (passato al Monaco), il centrocampista Mario Lemina (ceduto alla Juventus), e gli attaccanti Lucas Ocampos (in prestito al Genoa) e Michy Batshuayi (venduto a suon di milioni al Chelsea). In contemporanea, la proprietaria Margarita Louis-Dreyfus conferma la volontà di vendere la società.
Amaro è il debutto in campionato al Vélodrome contro il Tolosa di Dupraz: la partita è terminata senza reti per entrambe le compagini.
Alla luce del cattivo rendimento nella prima parte del girone d'andata, Passi viene sollevato dall'incarico di allenatore. La panchina è affidata a Rudi Garcia che torna ad allenare in Francia tre anni dopo aver lasciato il Lilla.

## Divise e sponsor
Lo sponsor tecnico per la stagione 2016-2017 è Adidas, mentre lo sponsor ufficiale è InterSport, rivenditore di articoli sportivi svizzero. La prima maglia è di colore bianco sulla quale spiccano gli elementi azzurri: la croce focese sul cuore che racchiude lo stemma del club in alto a destra, l’inserimento del gonfaolone cittadino all’interno del collo e le iconiche tre strisce adidas sui fianchi della divisa. Pantaloncini bianchi con le strisce azzurre ai lati, calzettoni bianchi con rivolto bianco e azzurro. La seconda maglia è di colore blu marino con bordi argentati. Anche lo stemma del club è argento monocolore per rendere omaggio alle luci della città che la sera si specchia nel Mediterraneo. I calzoncini e i calzettoni sono anch'essi di colore blu marino con inserti bianchi e argento. La terza maglia è a strisce verticali bianche e azzurre, calzoncini e calzettoni azzurri con inserti neri.
| Casa | Trasferta | Terza maglia |

## Organigramma societario
Area direttiva
- Presidente: Giovanni Ciccolunghi
- Proprietario: Margarita Louis-Dreyfus
- Direttore generale: Luc Laboz

Area comunicazione
- Responsabile: Thomas Benedet

Area tecnica
- Direttore sportivo: Gunter Jacob
- Allenatore: Jocelyn Gourvennec
- Allenatore in seconda: Thomas Fernandez
- Preparatore atletico: Pieter Jacobs
- Preparatore dei portieri: Stéphane Cassard

Area sanitaria
- Responsabile: Jacques Taxil
- Medico sociale: Christophe Baudot, Sylvain Blanchard
- Massaggiatori: Alain Soultanian, Jérôme Palestri, Jean-Georges Cellier

## Rosa

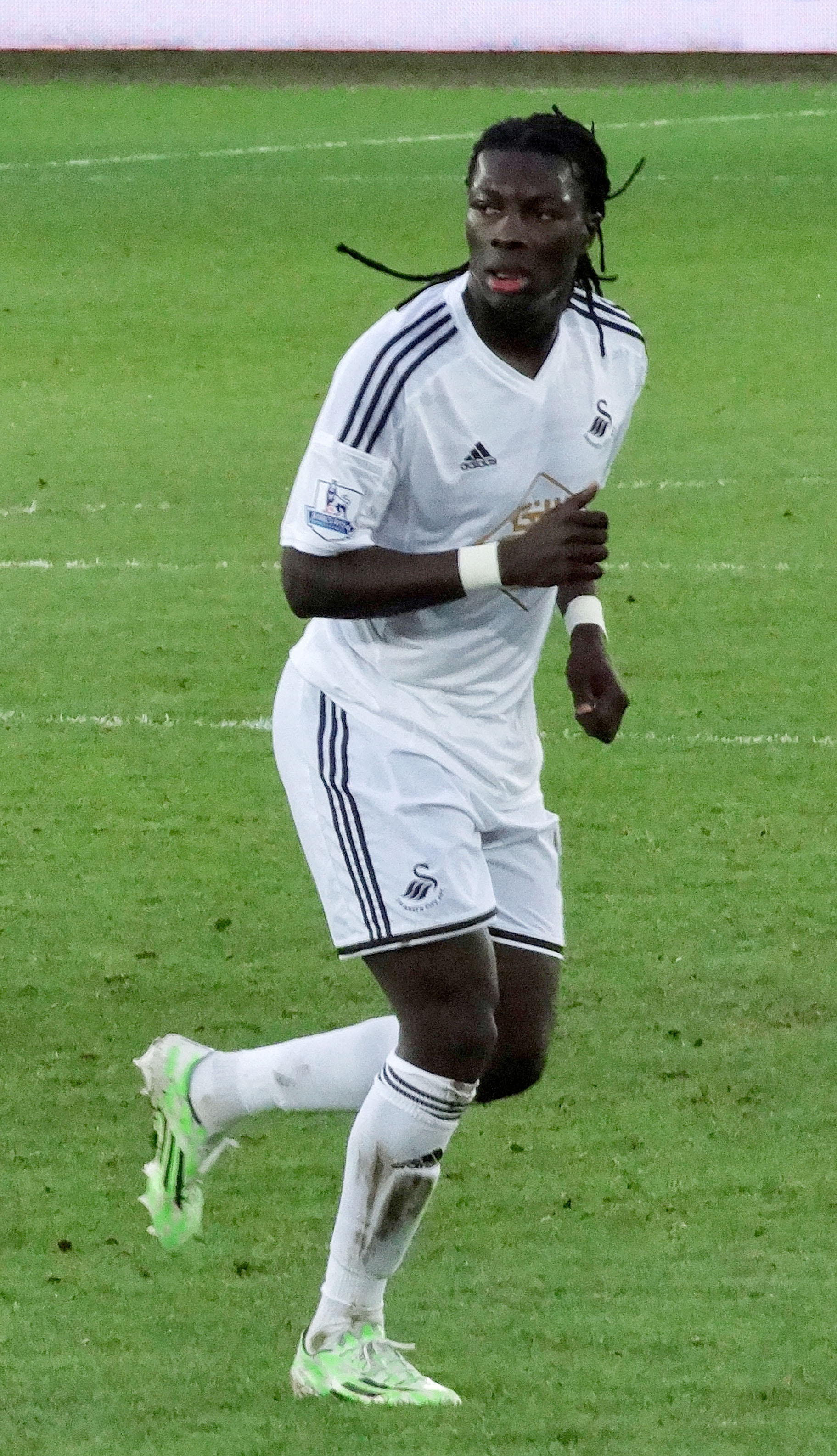
Bafétimbi Gomis, capitano dei focesi nella stagione 2016-2017.

Rosa, numerazione e ruoli tratti dal sito web ufficiale della società.
| N. |                        | Ruolo | Calciatore                |
| -- | ---------------------- | ----- | ------------------------- |
| 1  | Francia (bandiera)     | P     | Brice Samba               |
| 2  | Giappone (bandiera)    | D     | Hiroki Sakai              |
| 3  | Brasile (bandiera)     | D     | Dória                     |
| 4  | Paesi Bassi (bandiera) | D     | Karim Rekik               |
| 5  | Francia (bandiera)     | C     | Abou Diaby                |
| 6  | Portogallo (bandiera)  | D     | Rolando                   |
| 7  | Francia (bandiera)     | C     | Rémy Cabella              |
| 8  | Francia (bandiera)     | C     | Morgan Sanson             |
| 10 | Francia (bandiera)     | C     | Lassana Diarra (capitano) |
| 11 | Francia (bandiera)     | A     | Romain Alessandrini       |
| 11 | Francia (bandiera)     | C     | Dimitri Payet             |
| 12 | Camerun (bandiera)     | D     | Henri Bedimo              |
| 13 | Armenia (bandiera)     | D     | Gaël Andonian             |
| 13 | Francia (bandiera)     | C     | Grégory Sertic            |
| 14 | Francia (bandiera)     | A     | Georges-Kévin N'Koudou    |
| 14 | Camerun (bandiera)     | A     | Clinton N'Jie             |
| 15 | Slovacchia (bandiera)  | D     | Tomáš Hubočan             |
| 16 | Francia (bandiera)     | P     | Yohann Pelé               |
| 17 | Guinea (bandiera)      | A     | Bouna Sarr                |

| N. |                          | Ruolo | Calciatore                 |
| -- | ------------------------ | ----- | -------------------------- |
| 18 | Francia (bandiera)       | A     | Bafétimbi Gomis            |
| 19 | Francia (bandiera)       | C     | William Vainqueur          |
| 20 | Tunisia (bandiera)       | C     | Saîf-Eddine Khaoui         |
| 21 | Francia (bandiera)       | D     | Patrice Evra               |
| 22 | Belgio (bandiera)        | A     | Aaron Leya Iseka           |
| 23 | Francia (bandiera)       | C     | Zinédine Machach           |
| 24 | Francia (bandiera)       | D     | Baptiste Aloé              |
| 24 | Francia (bandiera)       | D     | Rod Fanni                  |
| 25 | Nuova Zelanda (bandiera) | C     | Bill Tuiloma               |
| 26 | Francia (bandiera)       | A     | Florian Thauvin            |
| 27 | Francia (bandiera)       | C     | Maxime Lopez               |
| 28 | Francia (bandiera)       | A     | Antoine Rabillard          |
| 29 | Camerun (bandiera)       | C     | André-Frank Zambo Anguissa |
| 33 | Francia (bandiera)       | D     | Julien Da Costa            |
| 40 | Francia (bandiera)       | P     | Florian Escales            |
|    | Norvegia (bandiera)      | D     | Eirik Haugan               |
|    | Francia (bandiera)       | D     | Alphousseyni Sané          |
|    | Camerun (bandiera)       | A     | Samad Mouhammadou          |

## Calciomercato

### Sessione estiva(dal 09/06 al 31/08)
| Acquisti | Acquisti           | Acquisti     | Acquisti                          |
| R.       | Nome               | da           | Modalità                          |
| -------- | ------------------ | ------------ | --------------------------------- |
| P        | Brice Samba        | Nancy        | fine prestito                     |
| D        | Baptiste Aloé      | Valenciennes | fine prestito                     |
| D        | Henri Bedimo       |              | svincolato                        |
| D        | Dória              | Granada      | fine prestito                     |
| D        | Rod Fanni          | Charlton     | fine prestito                     |
| D        | Tomáš Hubočan      | Dinamo Mosca | definitivo (1,2 milioni €)        |
| D        | Hiroki Sakai       |              | svincolato                        |
| C        | Rémy Cabella       | Newcastle    | riscatto cartellino (8 milioni €) |
| C        | Saif-Eddine Khaoui | Tours        | definitivo (1 milione €)          |
| C        | Florian Thauvin    | Newcastle    | prestito                          |
| C        | Bill Tuiloma       | Strasburgo   | fine prestito                     |
| C        | William Vainqueur  | Roma         | prestito                          |
| A        | Bafétimbi Gomis    | Swansea City | prestito                          |
| A        | Clinton N'Jie      | Tottenham    | prestito                          |
| A        | Aaron Leya Iseka   | Anderlecht   | prestito                          |

| Cessioni | Cessioni               | Cessioni          | Cessioni                            |
| R.       | Nome                   | a                 | Modalità                            |
| -------- | ---------------------- | ----------------- | ----------------------------------- |
| P        | Steve Mandanda         |                   | svincolato                          |
| D        | Baptiste Aloé          | Valenciennes      | prestito                            |
| D        | Paolo De Ceglie        | Juventus          | fine prestito                       |
| D        | Brice Dja Djédjé       | Watford           | definitivo (3,60 milioni €)         |
| D        | Javier Manquillo       | Atlético Madrid   | fine prestito                       |
| D        | Benjamin Mendy         | Monaco            | definitivo (13+2,5 milioni €)       |
| D        | Nicolas N'Koulou       |                   | svincolato                          |
| D        | Stéphane Sparagna      | Auxerre           | prestito                            |
| C        | Abdelaziz Barrada      | Al-Nasr           | definitivo (2 milioni €)            |
| C        | Bilal Boutobba         | Siviglia Atlético | definitivo                          |
| C        | Mauricio Isla          | Juventus          | fine prestito                       |
| C        | Mario Lemina           | Juventus          | riscatto cartellino (9,5 milioni €) |
| C        | Georges-Kévin N'Koudou | Tottenham         | definitivo                          |
| C        | Alaixys Romao          |                   | svincolato                          |
| C        | Lucas Silva            | Real Madrid       | fine prestito                       |
| A        | Michy Batshuayi        | Chelsea           | definitivo (39 milioni €)           |
| A        | Steven Fletcher        | Sunderland        | fine prestito                       |
| A        | Lucas Ocampos          | Genoa             | prestito                            |
| A        | Billel Omrani          |                   | svincolato                          |

### Sessione invernale(dal 01/01 al 31/01)
| Acquisti | Acquisti       | Acquisti    | Acquisti                   |
| R.       | Nome           | da          | Modalità                   |
| -------- | -------------- | ----------- | -------------------------- |
| D        | Patrice Evra   | Juventus    | definitivo                 |
| C        | Dimitri Payet  | West Ham    | definitivo (30 milioni €)  |
| C        | Morgan Sanson  | Montpellier | definitivo (9+3 milioni €) |
| C        | Grégory Sertic | Bordeaux    | definitivo                 |

| Cessioni | Cessioni            | Cessioni  | Cessioni   |
| R.       | Nome                | a         | Modalità   |
| -------- | ------------------- | --------- | ---------- |
| D        | Gaël Andonian       | Veroia    | prestito   |
| A        | Romain Alessandrini | LA Galaxy | definitivo |

## Risultati

### Ligue 1

#### Girone d'andata
| Marsiglia 14 agosto 2016, ore 20:45 CEST 1ª giornata | Olympique Marsiglia | 0 – 0 referto | Tolosa | Stade Vélodrome (37.364 spett.)\| Arbitro: \| Millot \| |
| Arbitro:                                             | Millot              |               |        |                                                         |

| Arbitro: | Bastien |

|                       |           |             |
| Salibur 1’ Sorbon 58’ | Marcatori | 78’ Thauvin |

| Arbitro: | Gautier |

|                       |           |  |
| Cabella 19’ Gomis 71’ | Marcatori |  |

| Arbitro: | Schneider |

|                                      |           |                              |
| Balotelli 7’ (rig.), 78’ Cyprien 87’ | Marcatori | 14’ Thauvin 73’ (rig.) Gomis |

| Marsiglia 18 settembre 2016, ore 20:45 CEST 5ª giornata | Olympique Marsiglia | 0 – 0 referto | Olympique Lione | Stade Vélodrome (32.482 spett.)\| Arbitro: \| Gautier \| |
| Arbitro:                                                | Gautier             |               |                 |                                                          |

| Arbitro: | Buquet |

|                                       |           |                       |
| Sio 41’ Grosicki 86’ (rig.) Hunou 88’ | Marcatori | 44’ (rig.), 50’ Gomis |

| Arbitro: | Jaffredo |

|                            |           |         |
| N'Jie 23’ Gomis 53’ (rig.) | Marcatori | 3’ Sala |

| Arbitro: | Hamel |

|               |           |             |
| Capelle 90+4’ | Marcatori | 65’ Thauvin |

| Arbitro: | Miguelgorry |

|           |           |  |
| Gomis 13’ | Marcatori |  |

| Parigi 23 ottobre 2016, ore 20:45 CEST 10ª giornata | Paris Saint-Germain | 0 – 0 referto | Olympique Marsiglia | Parc des Princes (47.929 spett.)\| Arbitro: \| Turpin \| |
| Arbitro:                                            | Turpin              |               |                     |                                                          |

| Marsiglia 30 ottobre 2016, ore 20:45 CET 11ª giornata | Olympique Marsiglia | 0 – 0 referto | Bordeaux | Stade Vélodrome (57.091 spett.)\| Arbitro: \| Rainville \| |
| Arbitro:                                              | Rainville           |               |          |                                                            |

| Arbitro: | Gautier |

|                              |           |             |
| Boudebouz 4’, 36’ Mounié 58’ | Marcatori | 52’ Thauvin |

| Arbitro: | Lannoy |

|             |           |  |
| Rolando 81’ | Marcatori |  |

| Arbitro: | Turpin |

|                                               |           |  |
| Boschilia 23’ Germain 29’, 39’ Carrillo 90+1’ | Marcatori |  |

| Saint-Étienne 30 novembre 2016, ore 19:00 CET 15ª giornata | Saint-Étienne | 0 – 0 referto | Olympique Marsiglia | Stade Geoffroy-Guichard (25.331 spett.)\| Arbitro: \| Bastien \| |
| Arbitro:                                                   | Bastien       |               |                     |                                                                  |

| Arbitro: | Letexier |

|                                   |           |  |
| Thauvin 46’ Gomis 80’ N'Jie 90+3’ | Marcatori |  |

| Arbitro: | Miguelgorry |

|           |           |                    |
| Abeid 78’ | Marcatori | 6’ Lopez 87’ Gomis |

| Arbitro: | Bastien |

|                       |           |  |
| Gomis 56’ Thauvin 61’ | Marcatori |  |

| Arbitro: | Millot |

|           |           |                      |
| Djiku 84’ | Marcatori | 8’ Gomis 90+1’ N'Jie |

#### Girone di ritorno
| Arbitro: | Turpin |

|             |           |                                     |
| Rolando 29’ | Marcatori | 16’ Lemar 21’ Falcao 45’, 57’ Silva |

| Arbitro: | Buquet |

|                                 |           |           |
| Valbuena 43’ Lacazette 61’, 75’ | Marcatori | 67’ Dória |

| Arbitro: | Chapron |

|                                                   |           |               |
| Gomis 4’, 19’, 77’ Rolando 39’ Thauvin 88’ (rig.) | Marcatori | 49’ Boudebouz |

| Arbitro: | Lesage |

|             |           |  |
| Jouffre 82’ | Marcatori |  |

| Arbitro: | Millot |

|                     |           |  |
| Payet 26’ Gomis 76’ | Marcatori |  |

| Arbitro: | Letexier |

|                                              |           |                |
| Diego Carlos 12’ Stępiński 20’ Thomasson 50’ | Marcatori | 49’, 61’ Gomis |

| Arbitro: | Schneider |

|                       |           |  |
| N'Jie 59’ Thauvin 64’ | Marcatori |  |

| Arbitro: | Bastien |

|           |           |                                                            |
| Fanni 70’ | Marcatori | 6’ Marquinhos 16’ Cavani 50’ Lucas 61’ Draxler 73’ Matuidi |

| Arbitro: | Turpin |

|               |           |                                             |
| Moukandjo 73’ | Marcatori | 6’ Rolando 19’ Payet 53’ Thauvin 56’ Sanson |

| Arbitro: | Schneider |

|                             |           |  |
| Thauvin 9’, 77’ Cabella 19’ | Marcatori |  |

| Villeneuve d'Ascq 17 marzo 2017, ore 20:45 CET 30ª giornata | Lilla  | 0 – 0 referto | Olympique Marsiglia | Stade Pierre-Mauroy (40.485 spett.)\| Arbitro: \| Lesage \| |
| Arbitro:                                                    | Lesage |               |                     |                                                             |

| Arbitro: | Hamel |

|           |           |                     |
| Payet 48’ | Marcatori | 45+1’ (aut.) Sertic |

| Tolosa 9 aprile 2017, ore 15:00 CEST 32ª giornata | Tolosa | 0 – 0 referto | Olympique Marsiglia | Stadium Municipal (29.430 spett.)\| Arbitro: \| Lesage \| |
| Arbitro:                                          | Lesage |               |                     |                                                           |

| Arbitro: | Millot |

|                                        |           |  |
| Thauvin 22’, 58’ Gomis 31’ Payet 90+3’ | Marcatori |  |

| Tomblaine 21 aprile 2017, ore 20:45 CEST 34ª giornata | Nancy     | 0 – 0 referto | Olympique Marsiglia | Stade Marcel Picot (20.087 spett.)\| Arbitro: \| Rainville \| |
| Arbitro:                                              | Rainville |               |                     |                                                               |

| Arbitro: | Delerue |

|            |           |                                    |
| Santini 9’ | Marcatori | 2’, 63’, 89’ Thauvin 5’, 27’ Lopez |

| Arbitro: | Gautier |

|                    |           |               |
| Gomis 21’ Evra 66’ | Marcatori | 50’ Balotelli |

| Arbitro: | Turpin |

|          |           |           |
| Rolán 2’ | Marcatori | 59’ Gomis |

| Arbitro: | Schneider |

|           |           |  |
| Gomis 74’ | Marcatori |  |

### Coupe de France

#### Fase a eliminazione diretta
| Arbitro: | Delerue |

|            |           |                   |
| Durmaz 57’ | Marcatori | 48’, 107’ Cabella |

| Arbitro: | Delerue |

|                      |           |             |
| Fanni 24’ Dória 109’ | Marcatori | 64’ Tolisso |

| Arbitro: | Millot |

|                             |           |                                                  |
| Payet 43’ Cabella 84’, 111’ | Marcatori | 19’ (aut.) Pelé 66’ Mbappé 104’ Mendy 113’ Lemar |

### Coupe de la Ligue

#### Fase a eliminazione diretta
| Arbitro: | Letexier |

|              |           |                       |
| Centonze 52’ | Marcatori | 45’ Machach 69’ Gomis |

| Arbitro: | Chapron |

|                                             |                      |                                     |
| Sao 36’                                     | Marcatori            | 22’ Sarr                            |
| Tardieu Robinet Ilaimaharitra Sao Karanović | Tiri di rigore 4 – 3 | Thauvin Lopez Sarr Dória Leya Iseka |

## Statistiche

### Statistiche di squadra
| Competizione      | Punti | In casa | In casa | In casa | In casa | In casa | In casa | In trasferta | In trasferta | In trasferta | In trasferta | In trasferta | In trasferta | Totale | Totale | Totale | Totale | Totale | Totale | DR  |
| Competizione      | Punti | G       | V       | N       | P       | Gf      | Gs      | G            | V            | N            | P            | Gf           | Gs           | G      | V      | N      | P      | Gf     | Gs     | DR  |
| ----------------- | ----- | ------- | ------- | ------- | ------- | ------- | ------- | ------------ | ------------ | ------------ | ------------ | ------------ | ------------ | ------ | ------ | ------ | ------ | ------ | ------ | --- |
| Ligue 1           | 62    | 19      | 13      | 4       | 2       | 33      | 13      | 19           | 4            | 7            | 8            | 24           | 28           | 38     | 17     | 11     | 10     | 57     | 41     | +16 |
| Coupe de France   | -     | 2       | 1       | 0       | 1       | 5       | 5       | 1            | 1            | 0            | 0            | 2            | 1            | 3      | 2      | 0      | 1      | 7      | 6      | +1  |
| Coupe de la Ligue | -     | -       | -       | -       | -       | -       | -       | 2            | 1            | 1            | 0            | 3            | 2            | 2      | 1      | 1      | 0      | 3      | 2      | +1  |
| Totale            | -     | 21      | 14      | 4       | 3       | 38      | 18      | 22           | 6            | 8            | 8            | 29           | 31           | 43     | 20     | 12     | 11     | 67     | 49     | +18 |

### Andamento in campionato
| Giornata  | 1  | 2  | 3  | 4  | 5  | 6  | 7  | 8  | 9  | 10 | 11 | 12 | 13 | 14 | 15 | 16 | 17 | 18 | 19 | 20 | 21 | 22 | 23 | 24 | 25 | 26 | 27 | 28 | 29 | 30 | 31 | 32 | 33 | 34 | 35 | 36 | 37 | 38 |
| --------- | -- | -- | -- | -- | -- | -- | -- | -- | -- | -- | -- | -- | -- | -- | -- | -- | -- | -- | -- | -- | -- | -- | -- | -- | -- | -- | -- | -- | -- | -- | -- | -- | -- | -- | -- | -- | -- | -- |
| Luogo     | C  | T  | C  | T  | C  | T  | C  | T  | C  | T  | C  | T  | C  | T  | T  | C  | T  | C  | T  | C  | T  | C  | T  | C  | T  | C  | C  | T  | C  | T  | C  | T  | C  | T  | T  | C  | T  | C  |
| Risultato | N  | P  | V  | P  | N  | P  | N  | N  | V  | N  | N  | P  | V  | P  | N  | V  | V  | V  | V  | P  | P  | V  | P  | V  | P  | V  | P  | V  | V  | N  | N  | N  | V  | N  | V  | V  | N  | V  |
| Posizione | 12 | 16 | 11 | 14 | 15 | 15 | 13 | 14 | 12 | 11 | 10 | 12 | 11 | 12 | 11 | 10 | 9  | 6  | 6  | 6  | 7  | 6  | 6  | 6  | 6  | 6  | 7  | 6  | 5  | 5  | 5  | 6  | 6  | 6  | 6  | 5  | 5  | 5  |

Fonte:  Classements, su lfp.fr, LFP.
Legenda:

Luogo: C = Casa; T = Trasferta. Risultato: V = Vittoria; N = Pareggio; P = Sconfitta.

### Statistiche dei giocatori
| Giocatore          | Ligue 1  | Ligue 1 | Ligue 1     | Ligue 1    | Coupe de France Coupe de la Ligue | Coupe de France Coupe de la Ligue | Coupe de France Coupe de la Ligue | Coupe de France Coupe de la Ligue | Totale   | Totale | Totale      | Totale     |
| Giocatore          | Presenze | Reti    | Ammonizioni | Espulsioni | Presenze                          | Reti                              | Ammonizioni                       | Espulsioni                        | Presenze | Reti   | Ammonizioni | Espulsioni |
| ------------------ | -------- | ------- | ----------- | ---------- | --------------------------------- | --------------------------------- | --------------------------------- | --------------------------------- | -------- | ------ | ----------- | ---------- |
| R. Alessandrini    | 6        | 0       | 1           | 0          | 1+1                               | 0                                 | 1+0                               | 0                                 | 8        | 0      | 2           | 0          |
| B. Aloé            | -        | -       | -           | -          | -                                 | -                                 | -                                 | -                                 | -        | -      | -           | -          |
| G. Andonian        | -        | -       | -           | -          | -                                 | -                                 | -                                 | -                                 | -        | -      | -           | -          |
| H. Bedimo          | 16       | 0       | 2           | 0          | 1+1                               | 0                                 | 0                                 | 0                                 | 18       | 0      | 2           | 0          |
| R. Cabella         | 29       | 2       | 4           | 0          | 3+0                               | 4+0                               | 1+0                               | 0                                 | 32       | 6      | 5           | 0          |
| J. Da Costa        | 0        | 0       | 0           | 0          | -                                 | -                                 | -                                 | -                                 | 0        | 0      | 0           | 0          |
| A. Diaby           | 2        | 0       | 1           | 0          | -                                 | -                                 | -                                 | -                                 | 2        | 0      | 1           | 0          |
| L. Diarra          | 11       | 0       | 2           | 0          | 0+1                               | 0                                 | 0+1                               | 0                                 | 12       | 0      | 3           | 0          |
| Dória              | 23       | 1       | 4           | 0          | 3+2                               | 1+0                               | 1+1                               | 0                                 | 28       | 2      | 6           | 0          |
| P. Evra            | 11       | 1       | 3           | 0          | 1+0                               | 0                                 | 0                                 | 0                                 | 12       | 1      | 3           | 0          |
| F. Escales         | -        | -       | -           | -          | 0                                 | -0                                | 0                                 | 0                                 | 0        | -0     | 0           | 0          |
| R. Fanni           | 28       | 1       | 7           | 0          | 3+1                               | 1+0                               | 1+1                               | 0                                 | 32       | 2      | 9           | 0          |
| B. Gomis           | 31       | 20      | 6           | 0          | 1+2                               | 0+1                               | 0                                 | 0                                 | 34       | 21     | 6           | 0          |
| E. Haugan          | -        | -       | -           | -          | -                                 | -                                 | -                                 | -                                 | -        | -      | -           | -          |
| T. Hubočan         | 13       | 0       | 4           | 0          | 0+1                               | 0                                 | 0                                 | 0                                 | 14       | 0      | 4           | 0          |
| B. Kamara          | 0        | 0       | 0           | 0          | 0+1                               | 0                                 | 0                                 | 0                                 | 1        | 0      | 0           | 0          |
| S. Khaoui          | 9        | 0       | 0           | 0          | 0+1                               | 0                                 | 0                                 | 0                                 | 10       | 0      | 0           | 0          |
| A. Leya Iseka      | 8        | 0       | 0           | 0          | 0+1                               | 0                                 | 0+1                               | 0                                 | 9        | 0      | 1           | 0          |
| M. Lopez           | 30       | 3       | 4           | 0          | 3+2                               | 0                                 | 0                                 | 0                                 | 35       | 3      | 4           | 0          |
| Z. Machach         | 10       | 0       | 5           | 1          | 1+1                               | 0+1                               | 0                                 | 0                                 | 12       | 1      | 5           | 1          |
| S. Mouhammadou     | -        | -       | -           | -          | -                                 | -                                 | -                                 | -                                 | -        | -      | -           | -          |
| C. N'Jie           | 22       | 4       | 1           | 0          | 1+0                               | 0                                 | 0                                 | 0                                 | 23       | 4      | 1           | 0          |
| G. N'Koudou        | -        | -       | -           | -          | -                                 | -                                 | -                                 | -                                 | -        | -      | -           | -          |
| D. Payet           | 15       | 4       | 3           | 0          | 2+0                               | 1+0                               | 0                                 | 0                                 | 17       | 5      | 3           | 0          |
| Y. Pelé            | 38       | -41     | 3           | 0          | 3+2                               | -8                                | 0                                 | 0                                 | 43       | -49    | 3           | 0          |
| J. Porsan-Clemente | -        | -       | -           | -          | -                                 | -                                 | -                                 | -                                 | -        | -      | -           | -          |
| A. Rabillard       | 2        | 0       | 0           | 0          | 0                                 | 0                                 | 0                                 | 0                                 | 2        | 0      | 0           | 0          |
| K. Rekik           | 10       | 0       | 0           | 0          | 1+1                               | 0                                 | 0                                 | 0                                 | 12       | 0      | 0           | 0          |
| Rolando            | 30       | 4       | 2           | 0          | 3+2                               | 0                                 | 1+0                               | 0                                 | 35       | 4      | 3           | 0          |
| H. Sakai           | 35       | 0       | 6           | 0          | 3+2                               | 0                                 | 1+0                               | 0                                 | 40       | 0      | 7           | 0          |
| B. Samba           | 0        | -0      | 0           | 0          | 0                                 | -0                                | 0                                 | 0                                 | 0        | -0     | 0           | 0          |
| A. Sané            | -        | -       | -           | -          | -                                 | -                                 | -                                 | -                                 | -        | -      | -           | -          |
| M. Sanson          | 17       | 1       | 1           | 0          | 1+0                               | 0                                 | 0                                 | 0                                 | 18       | 1      | 1           | 0          |
| B. Sarr            | 26       | 0       | 1           | 0          | 1+2                               | 0+1                               | 0                                 | 0                                 | 29       | 1      | 1           | 0          |
| G. Sertic          | 8        | 0       | 0           | 0          | 1+0                               | 0                                 | 0                                 | 0                                 | 9        | 0      | 0           | 0          |
| F. Thauvin         | 38       | 15      | 2           | 0          | 3+2                               | 0                                 | 0+1                               | 0                                 | 43       | 15     | 3           | 0          |
| B. Touiloma        | 0        | 0       | 0           | 0          | -                                 | -                                 | -                                 | -                                 | 0        | 0      | 0           | 0          |
| V. Vainqueur       | 29       | 0       | 6           | 0          | 3+1                               | 0                                 | 2+0                               | 0                                 | 33       | 0      | 8           | 0          |
| A. Zambo Anguissa  | 33       | 0       | 3           | 0          | 3+1                               | 0                                 | 1+0                               | 0                                 | 37       | 0      | 4           | 0          |